# Potez (wytwórnia lotnicza)
Aéroplanes Henry Potez – francuska wytwórnia lotnicza, założona przez Henry`ego Poteza w 1919 roku. W 1936 roku została upaństwowiona. Zakłady Poteza włączono wówczas do koncernów Société Nationale de Constructions Aéronautiques du Nord (SNCAN) w skrócie Sud-Nord oraz Société Nationale de Constructions Aéronautiques du Sud-Est (SNCASE) w skrócie Sud-Est.
Po II wojnie światowej Henry Potez założył nową firmę w Argenteuil pod nazwą "Société des Avions et Moteurs Henry Potez", ale bez takiego powodzenia na rynku jak przed wojną. W 1958 przejął firmę Fouga - znaną z zaprojektowania modelu Fouga CM.170 Magister. W 1963 roku wykupił zakłady Morane-Saulnier. Ostatecznie jego przedsiębiorstwo weszło w skład koncernu Sud Aviation.
Pierwszym samolotem Poteza był SEA IV z 1917 roku zbudowany wraz z Marcelem Dassaultem (Blochem). Samoloty Potez były znane w I połowie lat 20., dzięki udanym seriom małych samolotów pasażerskich i liniowych. Produkowano je także na licencji w Polsce.

## Modele

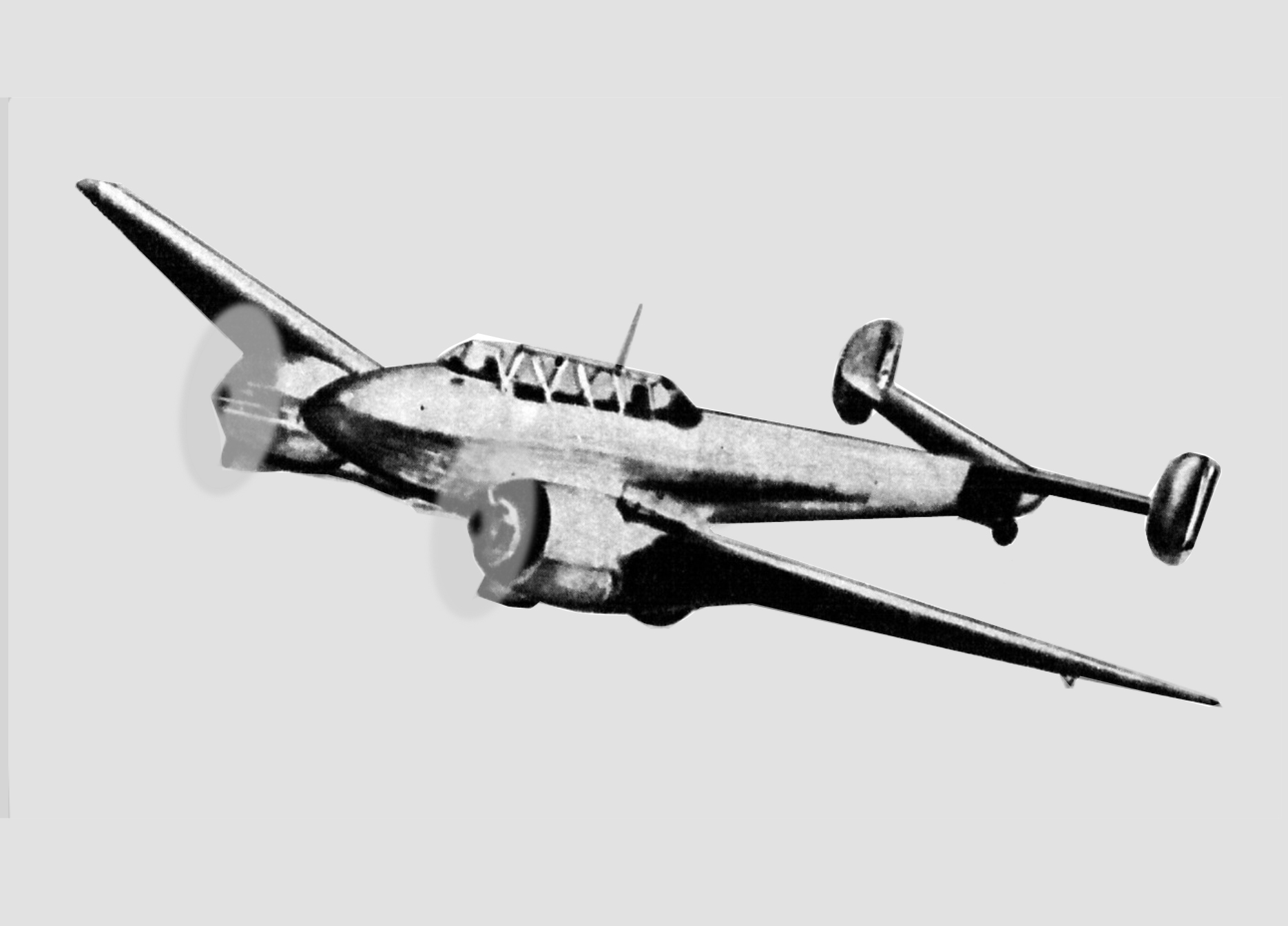
Potez 63

- Potez XV
- Potez XXV
- Potez 63